# Никитск

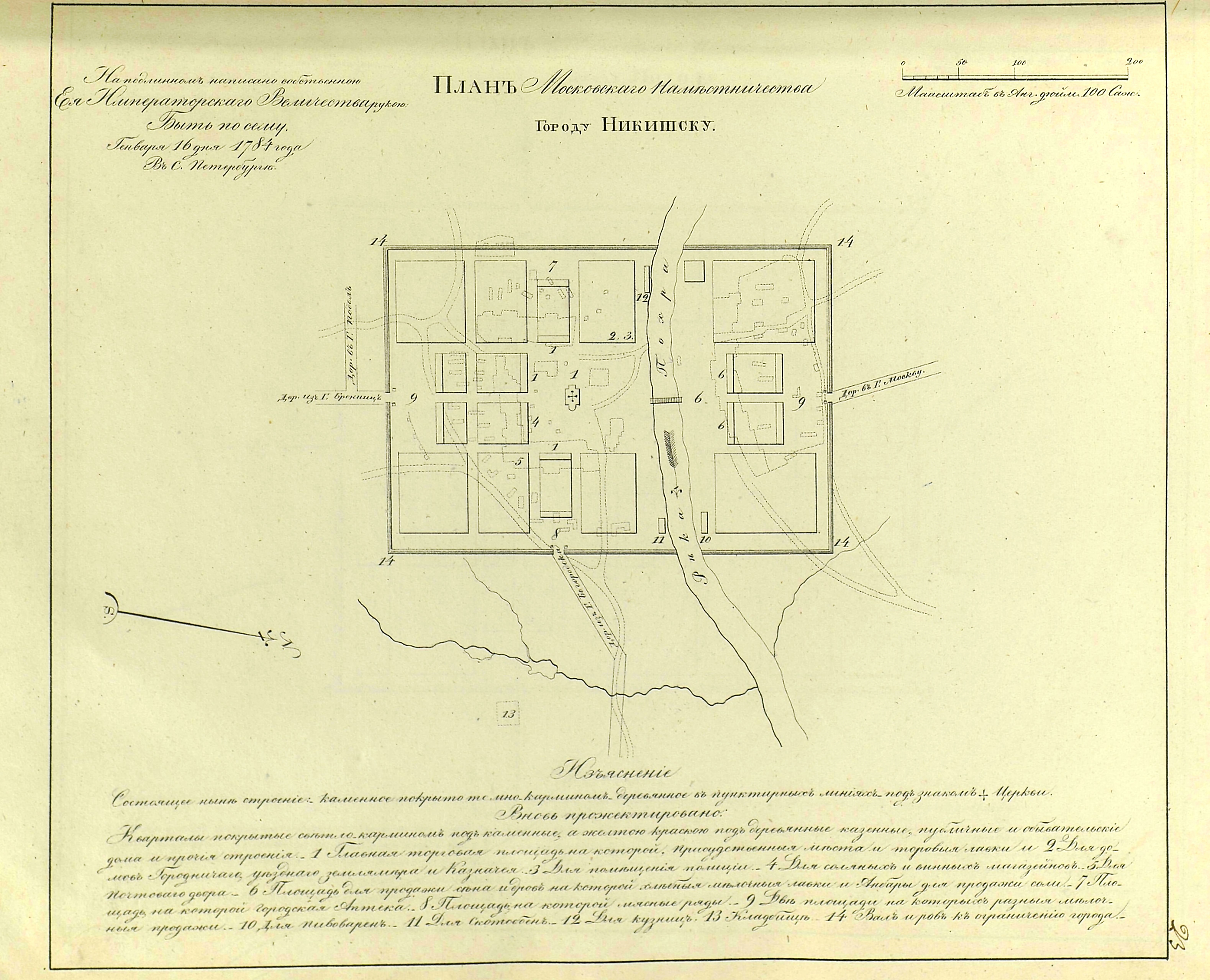
«Прожектированный» план города Никитска 1784 года из «Полного собрания законов Российской Империи. Книга чертежей и рисунков. Планы городов.»

Никитск — город, который с 1781 года являлся центром Никитского уезда Московской губернии, прежде — село Колычево. Город был образован в ходе административных реформ Екатерины II, указом от 5 октября 1781 года, и назван в честь боярина Никиты Колычева, род которого владел селом. Кроме села Колычево в состав центра новообразованного Никитского уезда вошли деревни Шестово, Новлинская и Семивраги. Всего 299 дворов со 1188 жителями. Население уезда составляло более 50 тысяч человек. В городе и уезде была развита добыча известняка и производство извести.

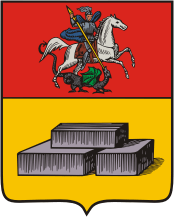
Герб Никитска

Город стоял на реке Пахре на равном удалении между Бронницами и Подольском.
После упразднения Никитского уезда в ходе административной реформы Павла Петровича в 1796 году стал заштатным городом. Затем, после реформ Александра Павловича, он утерял статус города и стал называться по-прежнему названию — селом Колычёвым. С 1697 года в селе существует каменная церковь Воскресения Словущего.